# Adiantum wilsonii
Adiantum wilsonii är en kantbräkenväxtart som först beskrevs av Fée, och fick sitt nu gällande namn av William Jackson Hooker. Adiantum wilsonii ingår i släktet Adiantum och familjen Pteridaceae. Inga underarter finns listade.